# Голям-Ізвор (Хасковська область)
Голя́м-І́звор (болг. Голям извор) — село в Хасковській області Болгарії. Входить до складу общини Стамболово.

## Населення
За даними перепису населення 2011 року у селі проживали 389 осіб.
Національний склад населення села:
| Національність   | Кількість осіб | Відсоток |
| ---------------- | -------------- | -------- |
| цигани           | 308            | 80,0%    |
| болгари          | 49             | 12,7%    |
| турки            | 27             | 7,0%     |
| Всього відповіли | 385            |          |

Розподіл населення за віком у 2011 році:
Динаміка населення: